# Занатско пиварство у Републици Српској
Занатско пиварство представља културу производња домаћег пива, која је у Републици Српској посљедњих година доживјела велику експанзију. Пиварска заједница постоји и све више се развија, а томе значајно доприносе и фестивали који се с времена на вријеме организују како би се промовисала култура занатског пиварства. Осим тога, фестивали су добра прилика за упознавање и размјену искустава међу пиварима, али и испробавање великог броја различитих врста занатског пива.
Занатско пиво (craft beer) је пиво које се углавном производи у кућним условима или у малим регистрованим занатским (craft) пиварама. Основни састојци за прављење занатског пива су: вода, јечам, хмељ и квасац.

## Врсте пива
Пиво се може подијелити у више врста и према различитим критеријумима као што су боја, садржај алкохола, начин врења. Основна подјела пива према боји је на: свијетла, тамна и црна. 
Према садржају алкохола пива се дијеле на: безалкохолна (мање од 0,5% алкохола), лака пива (између 0,5% и 3,5% алкохола), стандардна пива (од 3,5 до 5% алкохола), јака пива (преко 5% алкхола).

## Занатске пиваре
Током друге деценије 21. вијека, занатско пиво је на територији Републике Српске постало веома ѕначајна култура, која из дана у дан има све више поборника, док се у скоро свим већим срединама Републике Српске почиње са регистровањем и отварањем занатских пивара. Занатско пиво се прави у кућним условима или у регистрованим занатским пиварама. Основне карактеристике регистрованих занатских пивара јесте да су независне (до 24% власништва може имати у тој пивари нека друга фирма која није из крафт бранше). Осим тога у свом раду, за прављење пива користе искључиво традиционалне састојке, без хемдијских адитива. Још једна важна карактеристика јесте да углавном не производе више од шест милиона барела пива годишње.
У Републици Српској данас постоје сљедеће пиваре које се баве производњом занатског пива:
- Рафт Брувери (Republika Srpska)
- Pivarska zadruga Šerpasi (Republika Srpska)
- Kurtenđur (Republika Srpska)
- Gazdino (Republika Srpska)
- Lane (Republika Srpska)
- Beerokrata (Republika Srpska)
- Castrum (Republika Srpska)

## Фестивали
Прва промоција занатског пива под називом „Мини фестивал домаћег црафт пива“ је одржана 17. септембра 2016. године у кафићу „Неw Фолдер“ у Источном Новом Сарајеву. Промоцију је организовала тада неформалне групе произвођача занатског пива из Источног Сарајева која ће у мају 2017. године прерасти у УГ Киштра. На промоцији су се представили сљедећи излагачи:
1. Бреwберрy хиллс (Источно Ново Сарајево)
2. Беерократа (Пале)
3. МиГ (Кисељак)
4. ДиВ (Источно Ново Сарајево)
5. Газдино (Источно Ново Сарајево)
6. Прво фочанско (Фоча)

У музичком дијелу фестивала наступали су ДЈ Д2ДР из Источног Сарајева и бенд „Ла гранге- ЗЗ Топ Трибуте банд“ из Широког Бријега.

### Други мини фестивал домаћег пива
Други фестивал занатског пива под називом „Други мини фестивал домаћег пива“ је одржан 24. децембра 2016. године у просторијама бившег Дома културе у Источном Новом Сарајеву[1]. На овом фестивалу, посјетиоцима су се представили произвођачи из Србије и БиХ.
1. Каш (Београд)
2. МиГ (Кисељак)
3. Куртенђур (Источно Ново Сарајево)
4. Пиварска задруга „Шерпаси“ (Источно Ново Сарајево)
5. Сестра (Сарајево)
6. Бреw пуб (Сарајево)
7. Беерократа (Пале)
8. Прва фочанска пивара (Фоча)
9. Црафт Делегат (Сарајево)

У забавном дијелу програма наступио је бенд „Стилл цразy“ из Сарајева.

## Љетни фестивал занатског пива
Трећи фестивал занатког пива „Киштра“ у Источном Сарајеву је одржан 5. августа 2017. године.  На овом фестивалу су учешће узели излагачи из Србије и БиХ:
1. Кабинет (Београд, Србија)
2. Каш (Београд, Србија)
3. Ловац (Широки Бријег, БиХ)
4. Цаструм (Добој, БиХ)
5. Црафт Делегат (Сарајево, БиХ)
6. Семизбург (Сарајево, БиХ)
7. Беерократа (Пале, БиХ)
8. Олдбриџ (Мостар, БиХ)
9. Гелендер (Сарајево, БиХ)
10. УГ Киштра (Куртенђур, Газдино, ПЗ Шерпаси) (Источно Сарајево, БиХ)
11. Рафт (Фоча, БиХ)У забавном дијелу наступила су два бенда „Озмоод Пинглwоод“ из Сарајева и „Ла гранге“ из Широког Бријега.

### Зимски сајам занатског пива
Четврти сајам занатског пива „Зимски сајам занатког пива Киштра“
 одржан је 23. децембра 2017. године у просторијама бившег Дома културе у Источном Сарајеву. На сајму се представило неколико занатских и кућних пивара из БиХ и Црне Горе.
1. Фабрика (Рисан, Црна Гора)
2. Црафт Делегат (Сарајево, БиХ)
3. Беерократа (Пале, БиХ)
4. Гелендер (Сарајево, БиХ)
5. Семизбург (Сарајево, БиХ)
6. УГ Киштра (Газдино, ПЗ Шерпаси, Куртенђур) (Источно Сарајево, БиХ)
7. Рафт (Фоча, БиХ)У забавном дијелу програма наступио је бенд „Блуеса“ из Сарајева и локални ДЈ Аyа.

## Први фестивал занатског пива Пале 2018.
У јуну 2018. године Удружење Киштра је узело учешће у организацији два фестивала занатског пива. Први фестивал који је организован је био на Палама 9.јуна 2018. године на којем је учествовало шест пивара са подручја Сарајевско- романијске регије. У питању су Беерократа, Баџо, Лане, Газдино, Шерпаси и Куртенђур. Организацију фестивала помогао је Град Источно Сарајево и кафићи РнР и Јам Јар са Пала. На фестивалу је наступала музичка група "Сундаy сториес" из Сарајева 

## Платан Црафт фест
Крајем јуна (30.06.) у Требињу је уз помоћ УГ Киштра а у организацији Града Требиње, Туристичке организације Требиње, Аграрног фонда и ХЕТ-а Требиње организаван први Платан Црафт фест који је окупио излагаче из БИХ и Црне Горе. На овом фестивалу су учествовали: Џуџан (Мостар), Беерократа (Пале), Шерпаси (Источно Ново Сарајево), Лане (Источно Ново Сарајево), Газдино (Источно Ново Сарајево), Фабрика (Рисан), Рафт (Фоча), Ловац (Широки Бријег). На фестивалу је наступала музичка група "Кругови у житу" из Требиња.